# Riisea
Riisea is een geslacht van neteldieren uit de klasse van de Anthozoa (bloemdieren).

## Soort
- Riisea paniculata Duchassaing & Michelotti, 1860